# Freestyle ai IX Giochi asiatici invernali - Aerials femminile
La gara degli aerials femminile si è svolta il 9 febbraio 2025 al Yabuli Ski Resort di Harbin, in Cina.

## Risultati

### Finale 1
| Rank | Atleta           | Nazione    | Jump 1 | Jump 2 | Migliore |
| ---- | ---------------- | ---------- | ------ | ------ | -------- |
| 1    | Xu Mengtao       | Cina       | 97.99  | DNS    | 97.99    |
| 2    | Chen Meiting     | Cina       | 80.96  | DNF    | 80.96    |
| 3    | Feng Junxi       | Cina       | 76.23  | DNF    | 76.23    |
| 4    | Chen Xuezheng    | Cina       | 39.44  | 72.45  | 72.45    |
| 5    | Ayana Zholdas    | Kazakistan | 65.52  | DNF    | 65.52    |
| 6    | Runa Igarashi    | Giappone   | 37.18  | 45.30  | 45.30    |
| 7    | Ardana Makhanova | Kazakistan | DNS    | 39.56  | 39.56    |

### Finale 2
| Rank | Atleta        | Nazione    | Punteggio |
| ---- | ------------- | ---------- | --------- |
| 1    | Xu Mengtao    | Cina       | 90.94     |
| 2    | Chen Xuezheng | Cina       | 81.58     |
| 3    | Ayana Zholdas | Kazakistan | 76.54     |
| 4    | Chen Meiting  | Cina       | 71.97     |
| 5    | Feng Junxi    | Cina       | 71.50     |
| 6    | Runa Igarashi | Giappone   | 52.00     |